# José Álvarez de Paz
José Álvarez de Paz   (Noceda del Bierzo, 19 de novembre de 1935 - Baiona, 16 de febrer de 2021) fou un advocat i polític espanyol. Estudià Humanitats, Filosofia i Teologia, però es llicencià en dret. Va treballar un temps com a advocat laboralista i com a professor d'economia al Seminari d'Estudis de Ponferrada (Escola Social de Lleó). Secretari General Comarcal del Bierzo del PSOE, fou elegit diputat per la província de Lleó a les eleccions generals espanyoles de 1979, 1982 i 1986. Durant el seu mandat va ser vicepresident primer de la Comissió de Política Social i Ocupació (1982-1986), i vocal de la Comissió de Justícia i Interior (1982-1984).
El 23 de juny del 1987 va abandonar el seu escó quan fou elegit diputat a les eleccions al Parlament Europeu de 1987 i 1989. Durant el seu mandat al Parlament Europeu va formar part de les Comissions de treball d'Assumptes Socials i Ocupació, Reglament i Peticions, Delegació per a les relacions amb Austràlia i Nova Zelanda, i membre titular de l'Assemblea d'Àfrica, el Carib i el Pacífic (ACP).
El 1994 no es presentà a la reelecció i fou nomenat per Juan Alberto Belloch Julbe governador civil de la província de Pontevedra, càrrec que ocupà fins al 1996. Durant tot aquest període compaginà les activitats amb el càrrec de regidor de l'ajuntament de Noceda del Bierzo. El 1996 abandonà la política per a treballar com a professor a la UNED i escriure articles al Diario de León.